# Gesetz über Einziehung von Erzeugnissen entarteter Kunst
Das Gesetz über Einziehung von Erzeugnissen entarteter Kunst vom 31. Mai 1938 (RGBl. I, S. 612) erlaubte den rückwirkenden und entschädigungslosen Einzug von „entarteter“ Kunst, die zuvor aus Museen oder öffentlich zugänglichen Sammlungen „sichergestellt“ worden war. Der Einzug zugunsten des Deutschen Reiches beschränkte sich auf Kunstwerke, die sich zum Zeitpunkt der Beschlagnahme im Eigentum von Reichsbürgern oder inländischen juristischen Personen befunden hatten, und galt nicht „für das Land Österreich“.
Die Einziehung ordnete der „Führer und Reichskanzler“ an, der auch die Verfügung über die ins Eigentum des Reiches übergegangen Gegenstände zu treffen hatte. Diese Befugnisse konnte er anderen Stellen übertragen. Zum Ausgleich von Härten sollten ausnahmsweise Entschädigungen möglich sein.

## Zustandekommen
Nach einer Unterredung zwischen Adolf Hitler und Joseph Goebbels am 24. Juli 1937 entschied Hitler, eine Kommission unter Leitung von Adolf Ziegler zu beauftragen, die „Machwerke der Verfallszeit“ aus allen Museen und öffentlichen Sammlungen zu entfernen. Zuvor schon hatte Hermann Göring einen ähnlichen Auftrag an Bernhard Rust erteilt, wurde jedoch von Hitler gebremst, der „offensichtlich das Zepter keinesfalls aus der Hand geben“ wollte.
Die angeordnete und durchgeführte Beschlagnahme beruhte zunächst allein auf einem „Führerbefehl“. Auch im „Dritten Reich“ war man jedoch bemüht, Eingriffe in Eigentumsrechte durch Gesetze rechtsförmig abzusichern und zu bemänteln. Die Initiative dazu ging in diesem Fall von Goebbels aus, der auf die Expertise Karl Haberstocks zurückgriff. 

## Umsetzung
Die Eigentumsrechte von Ausländern sollten zwar gewahrt bleiben; dennoch wurde dies in einigen Fällen nicht beachtet. Die Härtefallregelung blieb nicht Privatpersonen vorbehalten, auch einzelne Museen erhielten eine Entschädigung.
Von den im Gesetz genannten Möglichkeiten, weitere Verordnungen zu erlassen und Befugnisse zu übertragen, wurde kein Gebrauch gemacht.
In Erläuterungen wurde aufgeführt, wie mit den eingezogenen Werken zu verfahren sei:

„Die eingezogenen Werke werden zerfallen,

a) in solche, (vorwiegend Ausländer), welche international verwertbar sind, d. h. durch Tausch gegen hochwertige deutsche Kunst oder gegen Devisen abgestoßen werden können,

b) in solche, welche für Lehrausstellungen entarteter Kunst aufzubewahren sein werden,

c) in absolut wertlose, welche zu vernichten sein werden.“ 

## Gültigkeit
Das Gesetz über Einziehung von Erzeugnissen entarteter Kunst wurde nicht vom Alliierten Kontrollrat aufgehoben. So bestand es bis 1968 und trat erst infolge der Nichtaufnahme in die Sammlung des Bundesgesetzblattes außer Kraft. Seine Rechtsgeltung wurde im September 1948 nach einer Empfehlung des Museumsrats Nordwestdeutschland bestätigt, nach der die betroffenen Werke nicht zurückzufordern seien.
Damit stellte sich die Frage, ob die Beschlagnahmen, die auf der Grundlage dieses Gesetzes vorgenommen worden waren, auch als rechtsgültig anzusehen sind.
Juristische Diskussionen unterscheiden dabei zwischen der Beschlagnahme aus Museen, also von öffentlichem Eigentum, und der Beschlagnahme aus Privatbesitz.
Zu den Verlusten der Museen hat sich bereits in der direkten Nachkriegszeit die Auffassung durchgesetzt, dass das Beschlagnahmegesetz seine Wirkung behält: der Staat als Eigentümer konnte mit seinem Eigentum beliebig verfahren. So wurden entsprechend dem oben genannten Beschluss des Denkmal- und Museumsrats Nordwestdeutschland keine Rückforderungen durch die deutschen Museen gestellt, um den Rechtsfrieden zu wahren.
Bei der entschädigungslosen Enteignung von Privateigentum hingegen ist die Gültigkeit des Gesetzes strittig. In langjährigen Restitutionsverfahren kam es zu unterschiedlichen Urteilen, jedoch zu keiner Rückgabe.
Teilweise wird die Auffassung vertreten, die aufgrund dieses Gesetzes vorgenommenen Beschlagnahmemaßnahmen unter Anwendung der Radbruchschen Formel als nichtig anzusehen. Nach anderer Auffassung aber ist das gesetzliche Unrecht durch das Einziehungsgesetz nicht an der moralisch hohen Schwelle Radbruchs einzuordnen, denn die Einziehung der Kunstwerke habe sich unterschiedslos gegen alle Eigentümer gerichtet, es sei „auf die Kriterien der Rasse, Staatsangehörigkeit, Religion und politischen Anschauung letztlich gar nicht angekommen.“